# Alsophila humbertiana
Alsophila humbertiana là một loài thực vật có mạch trong họ Cyatheaceae. Loài này được (C. Chr.) R.M. Tryon mô tả khoa học đầu tiên năm 1970.